# 日本滞在記 (タウンゼント・ハリス)
『日本滞在記』（にほんたいざいき、にっぽんたいざいき）は、初代駐日アメリカ合衆国総領事、タウンゼント・ハリスが、日米修好通商条約を締結するまでの、1855年 - 1858年の日記である。原題は "The complete journal of Townsend Harris: First American consul general and minister to Japan."  Mario Emilio Cosenza が編集注解し、1930年にDoubleday, Dran社から出版された。

## おもな内容

### 1855年
5月21日　マレーシア、ペナン島で日記がはじまる。
7月27日　ニューヨーク着。
8月4日　フランクリン・ピアース大統領から日本駐在総領事に任じられた。
10月17日　ニューヨーク発。

### 1856年（2月6日以後は安政3年）
4月2日　ペナン発（ここからオランダ人通訳ヘンリー・ヒュースケンが同行。）
5月29日　シャム国と通商条約を締結。
5月31日　バンコク発。
8月21日　下田着。
8月25日　下田奉行岡田忠養と面会。「日本人は喜望峰以東のいかなる民族よりも優秀である」と記述。
8月30日　井上清直が下田奉行として下田着。
9月3日　上陸し玉泉寺 (下田市)を総領事館とする。翌4日星条旗をあげる。
10月25日　江戸出府を幕府に要請する手紙を奉行に渡す。
10月28日　「下田よりも温和な気候は、これまでのところ、世界のどこにもない。」と記述。
11月5日「労働者の社会で下田におけるよりもよい生活を送っているものはあるまい。」と記述。

### 1857年（1月26日以後は安政4年）
1月8日　再び江戸出府を要請する手紙を幕府に出す。「彼らは地上における最大の嘘つきである。」と記述。
4月1日　3たび江戸出府を要請する手紙を幕府に出す。
6月17日　下田御用所で日米追加条約（下田協約）を締結（米1ドル銀と日本3分銀を等価とした）。
9月23日　江戸出府が許可されたと下田奉行から伝えられる。
11月7日　日本内外の金銀の価値差を利用して、「2500ドルほどの小額の金をつくっている」と記述。
11月23日　陸路で下田を立つ。24日天城越え。25日三島へ。26日箱根越え。
11月30日　江戸着。宿所は江戸城北の蕃書調所。
12月4日　老中首席堀田正睦を訪問。将軍謁見の挨拶文を提出。答辞を受理。
12月7日　徳川家定に謁見。大統領親書を上呈。

### 1858年（2月14日以後は安政5年）
1月18日　ハリスは日米修好通商条約草案を提示。日本の交渉全権井上清直と岩瀬忠震が自己紹介。
1月25日第1回談判　蕃書調所で条約交渉開始。日本側は第8条（在留外国人の宗教の自由）のみ承認。
1月26日第2回談判　第1条は保留。第2条（日本と他国の間に問題が起こり求められた場合、米国は仲裁を行う）は承認。第3条でハリスは8港の開港を要求。
1月28日第3回談判　ハリスはすこし譲歩し5都市（神奈川、長崎、新潟、大坂、江戸）の開市を要求。
1月30日第4回談判　江戸開市を認めるが、外国人は神奈川と横浜に住むことと日本側。
2月1日第5回談判　前回談判の議論の続き。外国人の居住区について。
2月2日第6回談判　京都と大坂の開市について。京都の開市は拒否。大坂の議論は持ち越し。
2月3日第7回談判　第4条（米海軍の日本での補給）と第5条（日本貨幣の輸出許可）を承認（第5条は前年の下田協約での通貨レートとあいまって、金流出につながった）。
2月6日第8回談判　第6条領事裁判権を合意。犯罪を犯した者はその出身国が裁く。第8条以後条約の最後までを合意。
2月8日第9回談判　大坂開市で第3条は合意。こうして開市都市は、すでに開港されていた下田・函館以外に、神奈川、長崎、新潟、堺、江戸、大坂となった。
2月9日第10回談判　貿易章程について。日本側は貿易の実務に暗く、ハリスの案をおおよそ認める。
2月17日第11回談判　朝廷の許可を得るために、60日間の調印延期を日本側が要請。
2月19日第12回談判　外交官の自由な日本内旅行の権利（第1条）を、「日本国の部内を旅行する免許あるべし」と修正。
2月23日第13回談判　第3条の堺のかわりに兵庫を開港する。第7条の外国人の活動できる範囲を決定。
2月25日第14回談判　貿易章程の関税率を決定。多くの品で20%。これで交渉は終了し、調印を待つのみとなった（ただしアメリカが輸入する品の関税については決定事項はなし。この点で片務的な協定税率である。ただし日本側が提案した関税率だったため、1866年の改税約書で5%に下げられるまで大きな問題にならなかった。）。
2月27日　この日でハリスの連続した日記が終了（この日ハリスは発熱し、3月6日から海路で下田に1ヶ月ほど戻った）。
6月9日　日記帳の外に記された断片日記も終了。日米修好通商条約は9月に調印予定と記述（実際にはより早く、7月29日に神奈川沖のポーハタン号上で調印された）。
以後のハリスの日記は失われ、1858年7月以後の彼の行動を日記から知ることはできない。ハリスは1862年5月に日本を去った。

## 日本語訳
- 『ハリス 日本滞在記』マリオ・E.コセンザ 編、坂田精一訳。旧字表記
　岩波書店<岩波文庫 上中下>、1953年 - 1954年、復刊1986年・2003年ほか多数
  - グーテンベルク21（電子書籍 上下、2024年）で再刊。現行漢字・かな表記
    - 旧版（上巻のみ）は、1944年に玉城肇・今里正次訳で出版された。